# أنتونوف أن-225
أنتونوف إيه أن - 225 (بالأوكرانية:Антонов Ан-225 Мрія، مارّيا أي حلم، لقب تعريف الناتو:Cossack) هي طائرة شحن إستراتيجي صنعتها شركة أنتونوف. تعتبر أثقل طائرة في العالم، صممت في الأساس لحمل المكوك الفضائي السوفيتي «بوران» حيث كان تصميمها تكبير لسابقتها الناجحة أن 124 لكنها تستطيع حمل أي شحنة عملاقة وذلك لكبر مساحة سطح الشحن داخلها ولأن لديها 16 عجلة في كل جهة من الخلف ومن الامام فالعجلات مزدوجة. امتلكت أوكرانيا الطائرة الوحيدة الصالحة للخدمة في مطار هوستوميل حتى 27 فبراير 2022، عندما استهدفتها ضربات جوية روسية، مما أدى إلى تضرر الطائرة بشكل يصعب تصليحها.

## التطوير
صممت طائرة أنتونوف أن-225 لكي تستخدم في برنامج الفضاء السوفيتي لحمل مكوك الفضاء «بوران». وهدفها يطابق هدف تصميم الطائرة إيرباص بولقا والطائرة الأمريكية طائرة حاملة المكوك (Shuttle Carrier Aircraft).

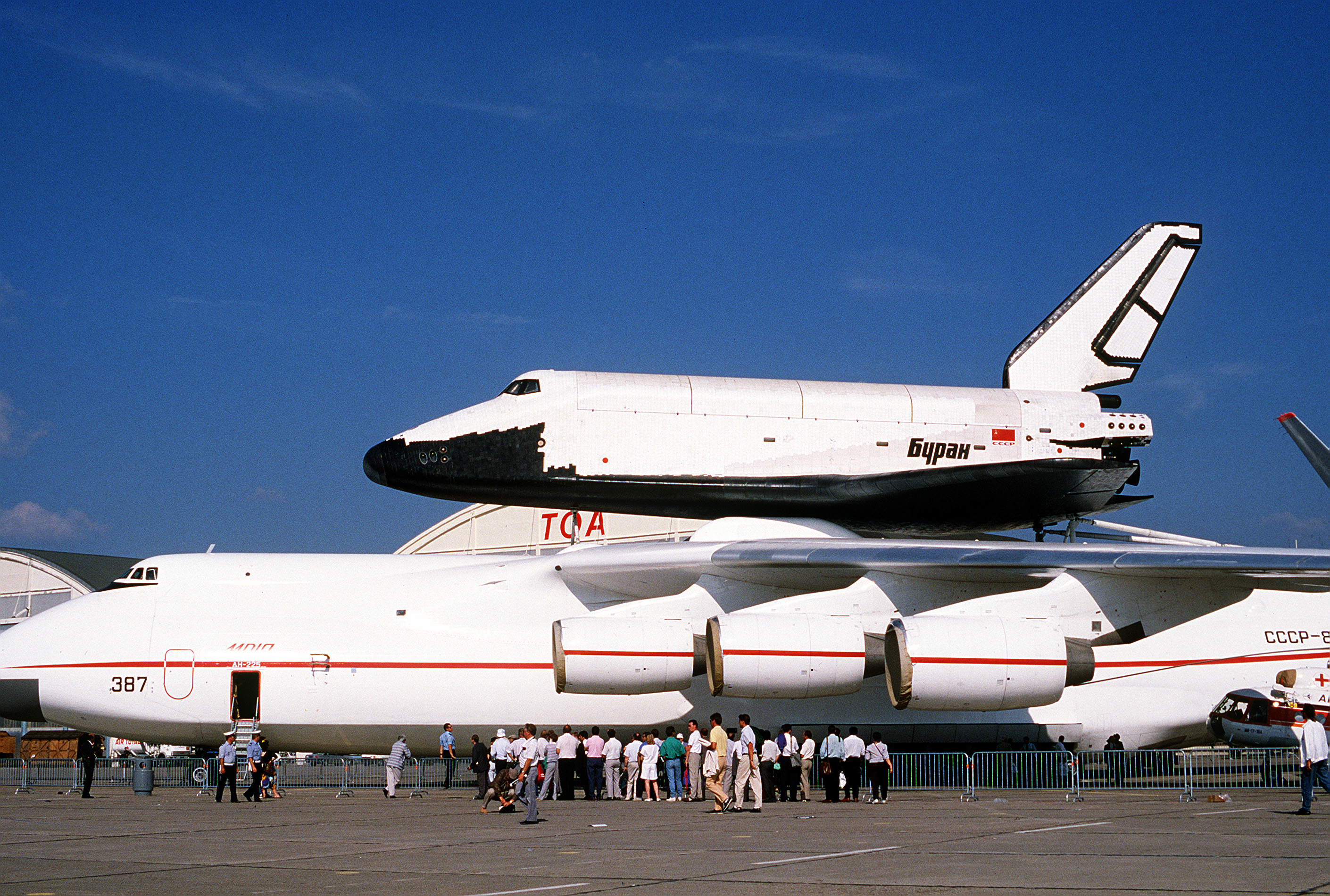
مكوك الفضاء «بوران» محمول فوق الطائرة أنتونوف أن-225.

حلقت الطائرة أنتونوف 225 لأول مرة في 21 ديسمبر عام 1988. وعرضت الطائرة في معرض باريس عام 1989. وقد صنعت طائرتان ولكن هناك واحدة فقط في الخدمة (رقم تسجيل العاملة:UR-82060). وهي متوفرة للخدمة التجارية في شحن الشحنات فوق الثقيلة أو الثقيلة جداً حتى وزن 250 طن  وبطول يمكن أن يصل إلى 70 متراً كحد أقصى. الطائرة الثانية بنيت جزيئاً عام 1989 لصالح برنامج الفضاء السوفييتي.

## التصميم
إن الطائرة أنتونوف أن-225 امتداد لسابقتها طائرة أن 124، لكن أضيف على تصميم أنتونوف أن-124 محركان (Lotarev D-18) من النوع «تربوفان» وبذلك أصبحت أنتونوف 225 تحمل على أجنحتها 6 محركات، بالإضافة إلى أنه زيدت قدرة نظام عجلات الهبوط فأصبح من 32 عجلة. كما ألغي في التصميم الجديد باب الشحن والطريق المنزلق الخاص بالطائرة أنتونوف 124 لتخفيف الوزن. وغير نوع ذيل الطائرة من ذيل رأسي واحد إلى ذيلين أفقيين مع ذيل رأسي في نهاية كل منهما. وكان نوع الذيل هذا ضرورياً لتستطيع الطائرة حمل الأوزان الثقيلة والتي تتوزع على هذا الذيل طبقاً للديناميكا الهوائية. وعلى عكس الأنتونوف أن-124 فإن الأنتونوف 225 ليست مدعومة بتقنية الستول.

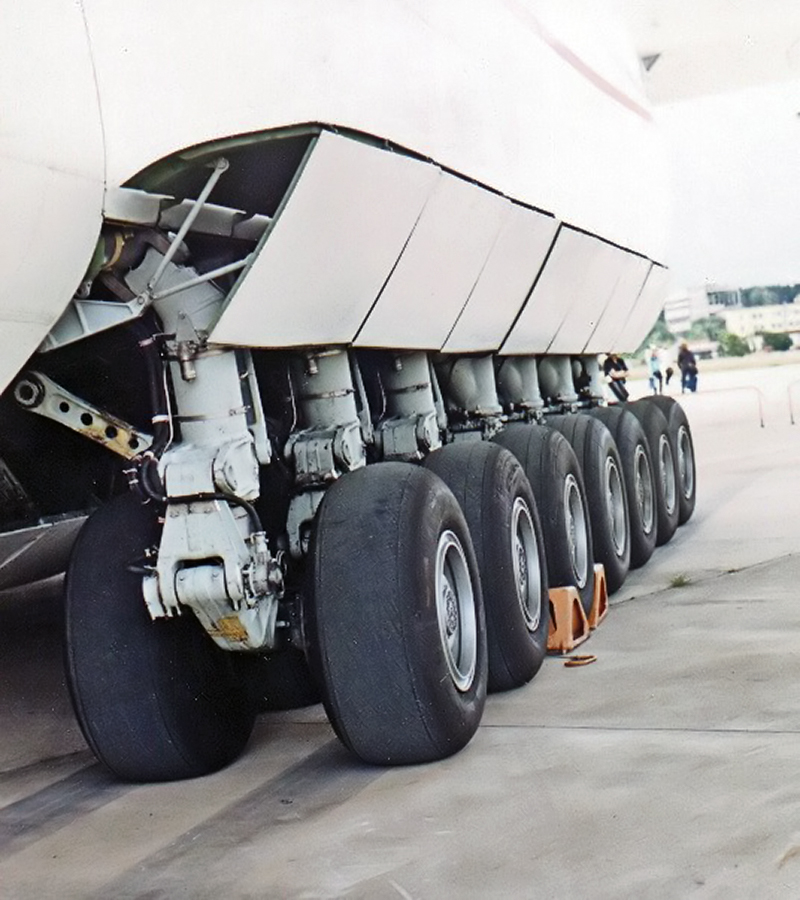
نظام عجلات الهبوط الخاص بالأنتونوف أن-225.

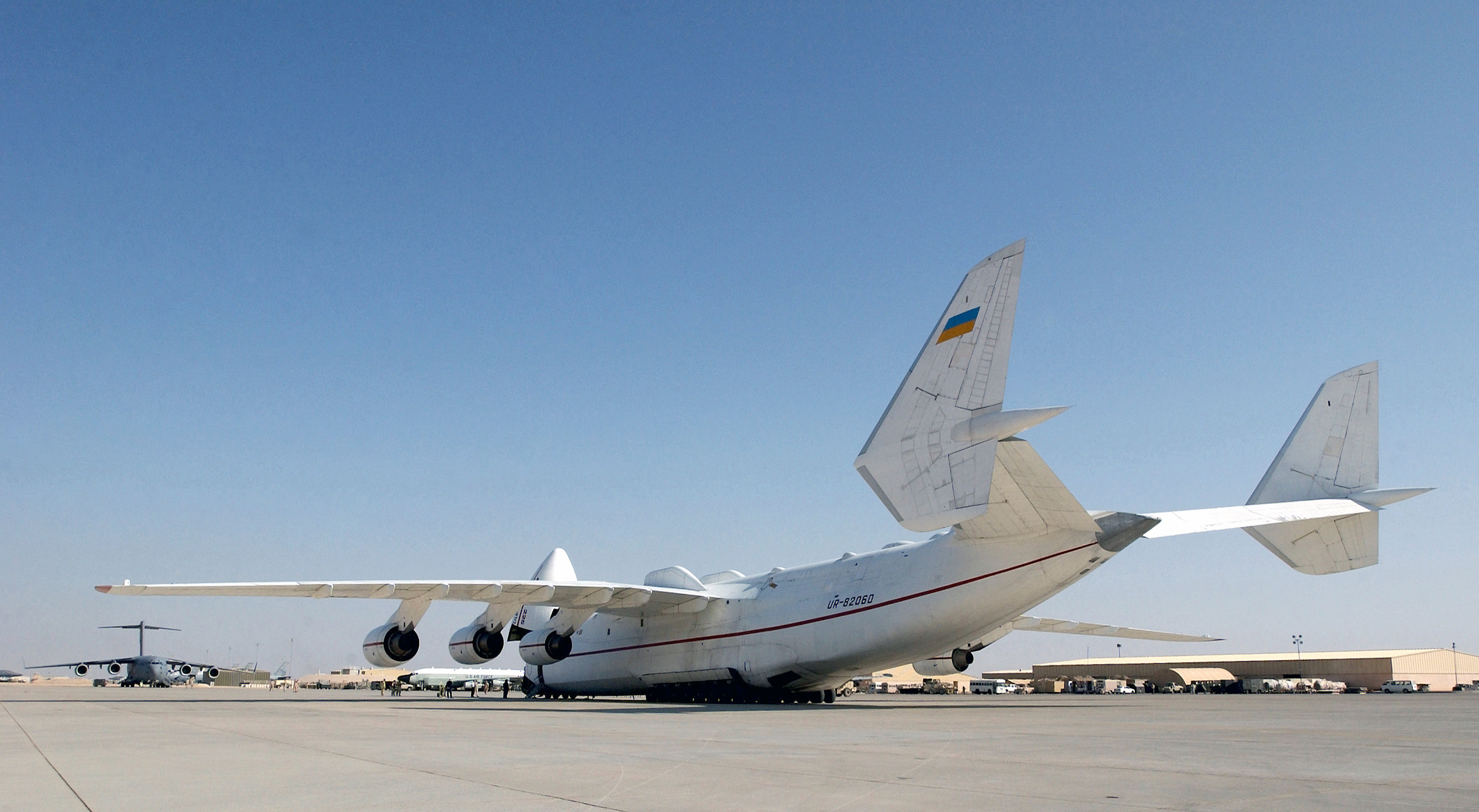
نوع ذيل الطائرة هو ذيلان أفقيان مع ذيل رأسي في نهاية كل منهما.

مع وزن يقدر بـ 640 طن أصبحت طائرة أنتونوف إيه إن-225 أثقل وأكبر طائرة في العالم. مع أن طائرة إتش-4 هيركوليز أطول من حيث المسافة بين الجناحين وأكثر ارتفاعاً، إلا أنها حلقت مرة واحدة ولم تتعدَ ارتفاع 21.3 متر، ما جعل الطائرة أنتونوف 225 أكبر طائرة في العالم حلقت عدة مرات. فهي أكبر من بوينغ 747-8 والتي ستكون أضخم طائرة جامبو نفاثة والطائرة إيرباص آي 380 والتي هي حالياً أضخم طائرة ركاب.
في سبتمبر-أيلول 2001 حملت أنتونوف أن-225 حملاً قياسياً قدره 253.82 طن وطارت على ارتفاع 2 كيلومتر في مسار دائري مغلق طوله حوالي 1000 كيلومتر بسرعة 763.2 كيلومتر/ساعة.
في نوفمبر-تشرين الثاني عام 2004، وضعت الطائرة أنتونوف أن-225 في موسوعة غينيس للأرقام القياسية لكسرها 240 رقماً قياسياً.

## الخدمة
في عام 1989 أنشأت شركة أنتونوف القابضة للتصميمات خطوطها الجوية للشحن الثقيل الجوي. وكان المقر الرئيسي لخطوط طيران أنتونوف في كييف، أوكرانيا وتعمل من مطار لندن لوتون بالاشتراك مع شركة فوييل آير فوييل للشحن الجوى الثقيل (Air Foyle HeavyLift).
بدأت الشركة خدماتها بسرب جوى يتكون من 4 طائرات أنتونوف أن-12. لكن في أواخر التسعينات كانت هناك حاجة لطائرات أكبر، فأعيد استخدام الطائرة أنتونوف 225 الأصلية وتحويلها إلى طائرة شحن ثقيل ضمن أسطول خطوط طيران أنتونوف.

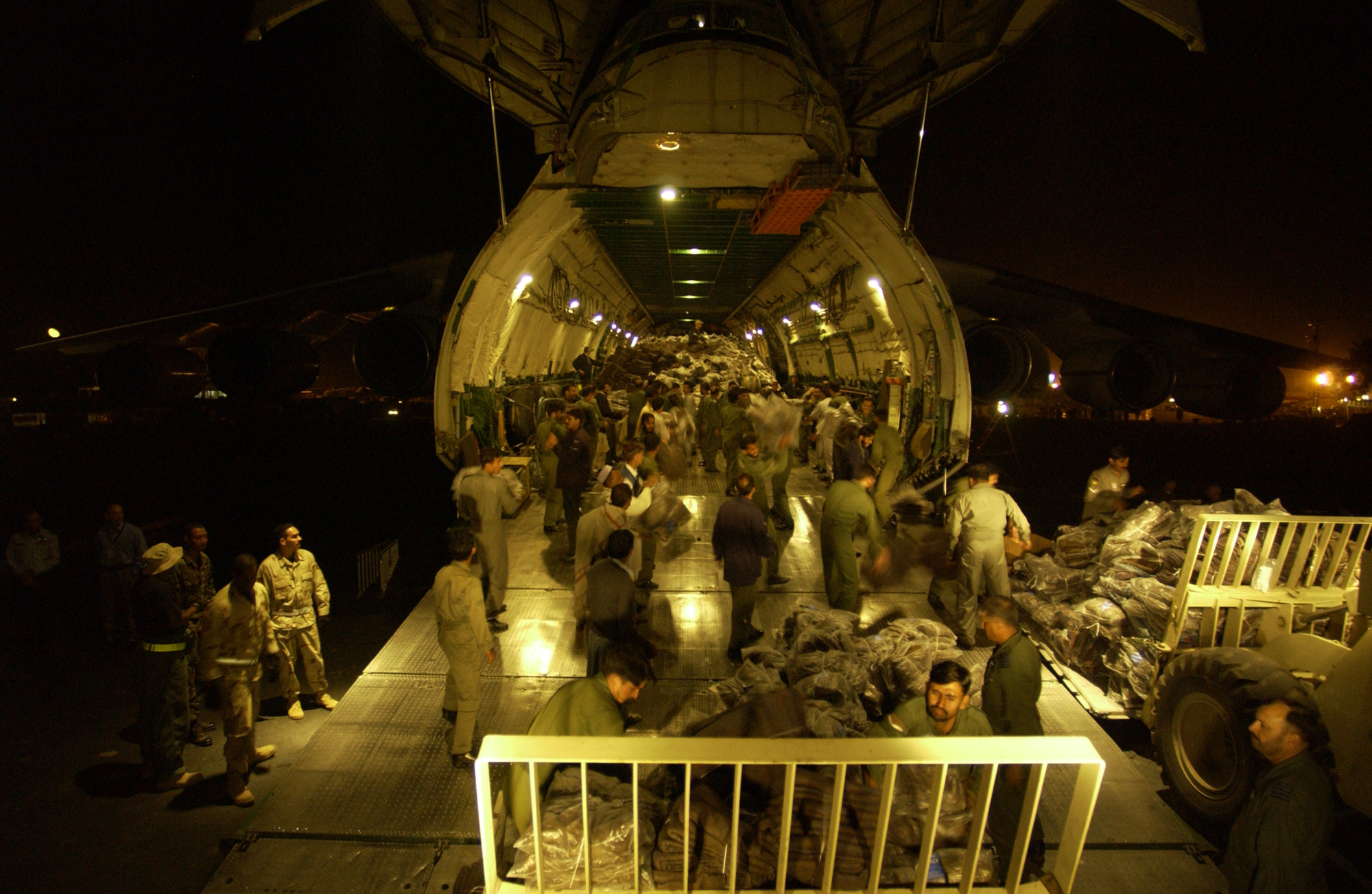
الطائرة من الأمام وهي محملة.

أول رحلة تجارية للطائرة أنتونوف 225 انطلقت من شتوتغارت، ألمانيا في يوم 3 يناير عام 2002 وحلقت إلى ثمريت بسلطنة عمان، حيث نقلت في تلك الرحلة 216,000 وجبة غذائية سابقة التجهيز لجنود الولايات المتحدة الأمريكية في تلك المنطقة. تلك الوجبات قدمت في حوالي 375 طبق بوزن 187.5 طن.
ومن وقتها أصبحت أنتونوف أن-225 عنصر أساسي في أسطول خطوط طيران أنتونوف الجوي؛ فهي تنقل أشياء ظن قديما أنه من المستحيل نقلها بالطائرات مثل القطارات والمولدات ذات الأوزان من مرتبة الـ 150 طن. الآن أصبحت أيضا عنصراً أساسياً في نقل المساعدات العاجلة لهيئات الإغاثة، فهي قادرة على نقل كميات هائلة من مساعدات الإغاثة في وقت سريع.
من بداية يونيو 2003 بدأت الطائرة أنتونوف أن-225 وزميلاتها الطائرات أن 124 في نقل المساعدات الإنسانية إلى العراق بما يزن إجمالياً حوالي 800 طن. وكذلك استأجرتها الحكومتان الكندية والأمريكية في نقل معدات عسكرية إلى الشرق الأوسط لمساعدة قوات التحالف.

## محاولة الاستحواذ الصينية

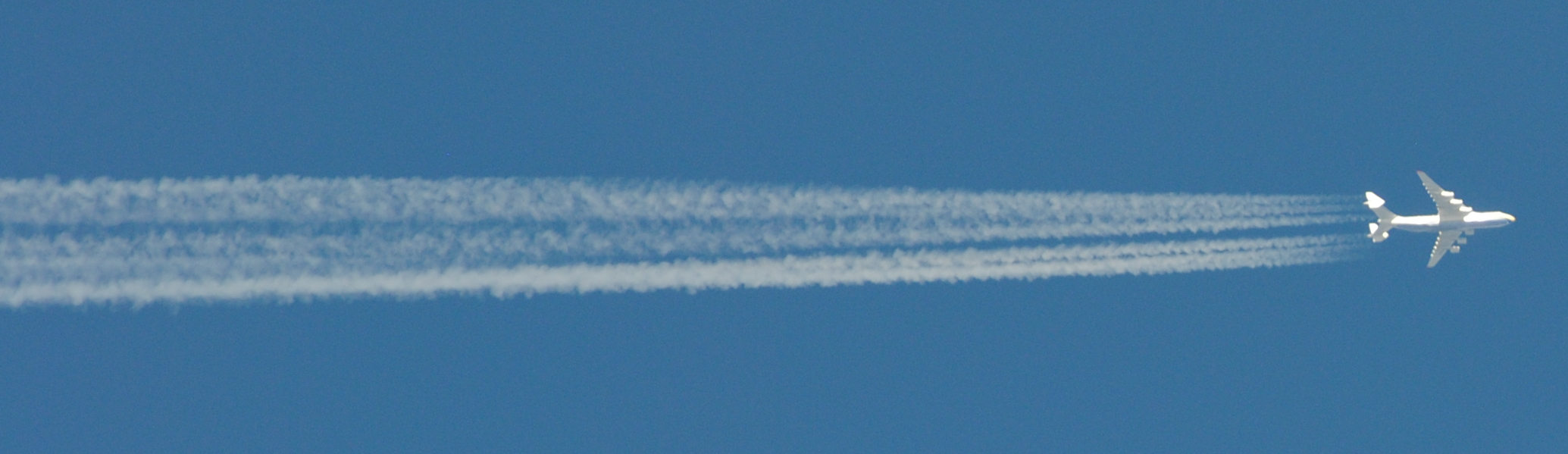

في عام 2016، وقّعت الشركة الصينية لصناعة المركبات الجوية والفضائية، وهي شركة خاصة في مجال الدفاع وتصميم المركبات الجوية والفضائية وتصنيعها، اتفاقية تعاون مع أنتونوف بشأن برنامج أنتونوف أن-225. ولو سارت الأمور كما هو مخطط لها، فستغطى السماء قريبا بأسطول من طائرات أنتونوف أن-225 صينية الصُنع.
في عام 2009، فكرت الشركة الصينية لصناعة المركبات الجوية والفضائية للمرة الأولى في تطوير طائرة أنتونوف أن-225، وبدأت في إجراء أبحاث أولية عنها. ولم يحدث اتصال رسمي مع شركة "أنتونوف" إلا في عام 2011، ثم بدءا من عام 2013 إلى 2016، اتخذت خطوات جادة في المشروع".
لكن الشركة الصينية لا ترغب في شراء طائرة أنتونوف أن-225 الوحيدة التي تعمل الآن بحالة جيدة، إذ قضت الشركة عدة أعوام في دراسة جدوى تحديث طائرة أنتونوف أن-225 غير المكتملة الأخرى - وهو هيكل غير مكتمل لطائرة، ظل قابعا في حظيرة الطائرات التابعة لمجمع شركات أنتونوف العملاق في قلب العاصمة كييف على مدار السنوات الثلاثين الماضية-.
وبتحديث هذه الطائرة، ستصبح قدرة الصين على نقل الحمولات الثقيلة أعلى من قدرات أي دولة في العالم، وربما تفوق أيضا قدرات الجيش الأمريكي على النقل الثقيل.
ستكون الطائرة أنتونوف أن-225 هي محور الخطة الصينية الطموحة التي تهدف إلى إضافة 1000 طائرة للنقل الثقيل على مدار السنوات العشرة القادمة.
لكن النقل الثقيل ليس هو الهدف الوحيد من وراء تحديث طائرة أنتونوف أن-225.
بإمكان الطائرة أنتونوف أن-225 أن تحمل مركبة فضائية إلى ارتفاعٍ عالٍ، ويمكنها إطلاق أقمار صناعية تجارية على أي ارتفاع دون 12 ألف متر. فضلا عن أن زمن الإطلاق من الطائرة يتميز بالمرونة والدقة، يمكنها إرسال القمر الصناعي بسرعة إلى المدار المقصود، وبهذا تقلل نفقات الإطلاق إلى حد كبير.".
وينوي الصينيون خوض غمار مجال إطلاق الأقمار الصناعية المربح، إذ تضاعفت إيراداته منذ عام 2006 إلى عام 2015، بحسب إحصائيات الشركة الصينية لصناعة المركبات الجوية والفضائية.
قد يضاف أسطول جديد من طائرات أنتونوف أن-225 المصنوعة في الصين إلى طائرة شحن أنتونوف الضخمة الوحيدة من نوعها المصنوعة في أوكرانيا.
وإذا نُفذت الخطة كما هو متوقع، ستحلق الطائرة «مرّيا» في السماء بشكلها الجديد لصالح شركة تصنيع المركبات الفضائية والجوية الصينية، وستخسر أوكرانيا جزءا صغيرا من قطاع تكنولوجيا الطيران. لكن لهذا الجزء دلالة رمزية، إذ تنتاب صانعي الطائرة مشاعر مختلطة حيال فكرة فقدان برنامج أنتونوف أن-225 وحيازة الصينيين له.

## التدمير
عقب الغزو الروسي لأوكرانيا عام 2022، لم يكن الوضع الأولي للطائرة An-225 معروفًا، حيث تتمركز الطائرة في مطار أنتونوف في هوستوميل، الذي كان موقعًا لمعركة بين القوات الروسية والأوكرانية، وتم الاستيلاء عليها من قبل الروس مرتين خلال الارتباط. اعتبارًا من 24 فبراير، تم التأكد من أنها سليمة. في 25 فبراير، صرح أنتونوف رسميًا على تويتر أنه ليس لديهم معلومات دقيقة فيما يتعلق بالحالة الحالية للطائرة. في 27 فبراير، تم نشر صور غير مؤكدة على تويتر للطائرة مشتعلة وربما دمرت في حظيرة الطائرات في مطار هوستوميل. أُكد لاحقًا أن حظيرة الطائرات التي كانت متوقفة فيها أن - 225 في مطار هوستوميل قد استهدفت بضربات جوية روسية، مما أدى إلى تضرر الطائرة بشكل لا يمكن إصلاحه.

## المستخدمون
- أوكرانيا

خطوط طيران أنتونوف.
- الاتحاد السوفيتي

القوات الجوية السوفييتية.

## المواصفات

مقارنة بين حجم أكبر أربع طائرات الأنتونوف إيه إن-225(الأخضر)، والإتش-4 هيركوليز (ذهبى)، بوينغ 747-8 (أزرق)، والإيرباص إيه380-800 (زهري).

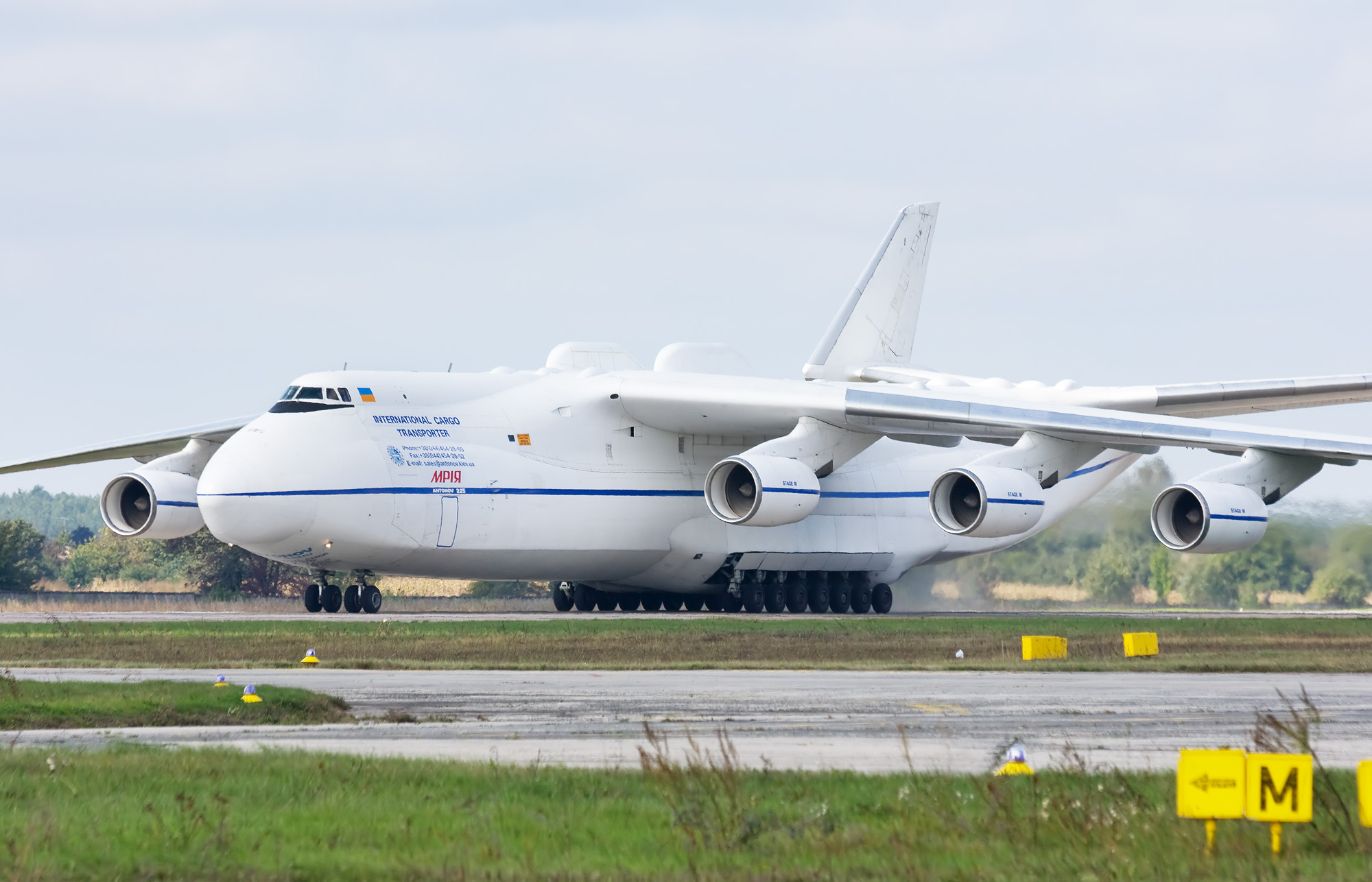
أن-225، سبتمبر 2008

### الصفات العامة
- الطاقم: 6.
- القدرة الاستيعابية: 250,000 كجم.
- أبعاد الباب: 440 × 640 سم.
- الطول: 84 متر.
- المسافة بين الجناحين: 88.40 متر.
- الارتفاع: 18.1 متر.
- مساحة الأجنحة: 88.4 متر².
- الوزن فارغة: 175,000 كجم.
- أقصى وزن محملة: 600,000 كجم.
- المحرك: 6 محركات من نوع (ZMKB Progress D-18) يعطي قوة دفع 229.5 كيلو نيوتن.
- طول المجرى الجوي: 3,500 متر.

### الأداء
- السرعة القصوى: 850 كيلومتر/ساعة.
- المدى:
  - مع أقصى حمولة وقود: 15,400 كيلومتر.
  - مع أقصى حمل: 4,000 كيلومتر.
- أقصى ارتفاع: 11,000 متر.
- الحمل على الأجنحة: 662.9 كيلوجرام/متر².
- النسبة دفع-وزن: 0.234

### طائرات مشابهة
- إيرباص إيه 380.
- إيرباص بولقا.
- بوينغ 747-400 إل سي إف.
- قائمة الطائرات الضخمة.

## وصلات خارجية
- الموقع الرسمى الخاص بالطائرة.
- "N+30+12'22.00"E&layer=&ie=UTF8&om=1&z=18&ll=50.589057,30.206389&spn=0.001696,0.005879&t=k&iwloc=addr صورة بالقمر الصناعى 50 35'20.57"N 30 12'22.00"E على خرائط جوجل يوضح مكان الطائرة في مطار شركة أنتونوف شمال غرب كييف، أوكرانيا.
- معلومات عن الطائرة في موقع dutchops.com. (بالإنجليزية)